# Anisothecium
Anisothecium, rod pravih mahovina u porodici Dicranaceae. Postoji četrdesetak priznatih vrsta.
1. Anisothecium brachyangium (Cardot) Broth.
2. Anisothecium brachydontium H.A. Crum & Steere
3. Anisothecium campylophyllum (Taylor) Mitt.
4. Anisothecium capituligerum (Müll. Hal.) Thér.
5. Anisothecium clathratum (Hook. f. & Wilson) Broth.
6. Anisothecium convolutum (Hampe) Mitt.
7. Anisothecium cyrtodontum (Müll. Hal.) Broth.
8. Anisothecium elegans (Duby) Thér.
9. Anisothecium fontanum (Herzog) Ochyra
10. Anisothecium globuligerum (Cardot) Broth.
11. Anisothecium gracillimum Müll. Hal. ex Beckett
12. Anisothecium grevilleanum (Brid.) Arnell & C.E.O. Jensen
13. Anisothecium hioramii Thér.
14. Anisothecium hookeri (Müll. Hal.) Broth.
15. Anisothecium horridum P. de la Varde
16. Anisothecium humile (R. Ruthe) Lindb.
17. Anisothecium javanicum (M. Fleisch.) Broth.
18. Anisothecium laxirete Broth.
19. Anisothecium lorentzii (Müll. Hal.) Broth.
20. Anisothecium macrostomum (Müll. Hal.) Broth.
21. Anisothecium madagassum Thér.
22. Anisothecium molliculum (Mitt.) Broth.
23. Anisothecium nicholsii (R.S. Williams) Broth.
24. Anisothecium palustre (Dicks.) I. Hagen
25. Anisothecium planinervium (Taylor) Mitt.
26. Anisothecium pseudorufescens (Cardot & Broth.) Broth.
27. Anisothecium pycnoglossum Broth.
28. Anisothecium recurvimarginatum (S. Okamura) Ihsiba
29. Anisothecium rotundatum Broth.
30. Anisothecium rufescens (Dicks.) Lindb.
31. Anisothecium rufipes (Müll. Hal.) Dusén
32. Anisothecium ruttneri J. Froehl.
33. Anisothecium schreberianum (Hedw.) Dixon
34. Anisothecium skottsbergii (Cardot & Broth.) Broth.
35. Anisothecium spirale (Mitt.) Broth.
36. Anisothecium staphylinum (H. Whitehouse) Sipman, Rubers & Riemann
37. Anisothecium submacrostomum (Broth.) Broth.
38. Anisothecium ugandae P. de la Varde
39. Anisothecium vaginale Loeske
40. Anisothecium vaginatum (Hook.) Mitt.
41. Anisothecium varium (Hedw.) Mitt.
42. Anisothecium yezoanum (Cardot) Broth.